# 유령 에너지
유령 에너지는 상태방정식 {\displaystyle P=w\rho c^{2}}, {\displaystyle w<-1}을 만족하는 암흑 에너지의 가설적 형태이다. 그것은 음의 운동 에너지를 가지고 있으며, 우주 상수에 의해 예측된 것보다 더 큰 우주의 팽창을 예측하며, 이는 빅 립으로 이어진다. 유령 에너지에 대한 아이디어는  음의 질량 입자가 폭발하면서 진공이 불안정하다는 것을 시사하기 때문에 종종 무시된다. 따라서 이 개념은 우주 상수가 시간의 함수에 따라 변할 수 있는 지속적으로 생성되는 음의 질량 암흑 유체에 대한 새로운 이론과 연결된다.

## 빅 립 메커니즘
유령 에너지의 존재로 인해 우주의 팽창이 너무 빨리 가속되어 우주의 종말이 일어날 수 있는 빅 립이라는 시나리오가 발생할 수 있다. 우주의 팽창은 유한한 시간 안에 무한한 정도에 이르고, 무한히 가속되는 팽창을 일으킨다. 이 가속은 필연적으로 빛의 속력을 통과하며(우주 내부에서 움직이는 입자가 아닌 우주 자체의 팽창을 포함하기 때문에) 먼 별과 다른 곳에서 빛과 정보가 방출됨에 따라 점점 더 많은 물체가 관측 가능한 우주를 팽창보다 빠르게 떠나게 만든다. 우주의 근원은 확장을 "따라잡을" 수 없다. 관측 가능한 우주가 팽창함에 따라 물체는 기본 힘을 통해 서로 상호 작용할 수 없게 되며, 결국 팽창으로 인해 입자 사이, 심지어 원자 내에서도 힘의 작용을 막을 것이며, 우주를 "분리"하여 개별 입자 사이에 무한 거리를 만들 것이다.
2007년 유령 에너지의 응용 중 하나는 우주의 순환 모델에 대한 것이었다. 이는 빅 립 직전에 우주의 팽창을 극도로 역전시킨다.

## 같이 보기
- 퀸테선스(물리학)

## 추가 읽기
- Robert R. Caldwell 외: Phantom Energy and Cosmic Doomsday